# Sarcophaga formosensis
Sarcophaga formosensis är en tvåvingeart som först beskrevs av Kirner och Guilherme A.M.Lopes 1961.  Sarcophaga formosensis ingår i släktet Sarcophaga och familjen köttflugor.
Artens utbredningsområde är Taiwan. Inga underarter finns listade i Catalogue of Life.